# ヤロスラフ・シルハヴィー
ヤロスラフ・シルハヴィー（Jaroslav Šilhavý,チェコ語発音: [ˈjaroslaf ˈʃɪlhaviː]、1961年11月3日 - ）は、チェコ (旧チェコスロバキア)・プルゼニ出身の元サッカー選手、現サッカー指導者。現役時代のポジションはDF。元チェコスロバキア代表。2024年よりオマーン代表監督を務める。

## 選手経歴

### クラブ
現役時代は、主にディフェンダーとしてプレーした。1979-80シーズンのチェコスロバキア1部リーグにて、TJシュコダ・プルゼニの選手としてキャリアをスタートさせ、1980-81シーズンから同じく1部リーグ所属のRHヘプへと移籍。同クラブで約10シーズンをプレーし、1989-90シーズンの冬にSKスラヴィア・プラハへと移籍した。
スラヴィア・プラハでは、1992-93シーズンにリーグ準優勝を経験するなど、充実したシーズンを送っていたが、1993-94シーズン終了後にクラブを退団してペトラ・ドルノヴィツェでキャリアを継続させることを選択した。ドルノヴィツェに3シーズン所属した後、首都プラハをホームタウンとするクラブであるFKヴィクトリア・ジシュコフに加入。キャプテンとして2シーズンの間クラブをまとめ、1998年にはチェコ1部リーグの年間MVPに選出された。

### 代表
U-21チェコスロバキア代表として8年もの間招集され、後年にはオーバーエイジ枠での出場もあった。
1990年8月29日、フィンランド代表との親善試合にてチェコスロバキア代表での初キャップを刻んだ。しかし、同代表ではメジャー大会への出場は叶わず、代表4試合目となった1991年3月27日のポーランド代表戦が代表ラストマッチとなった。

## 指導者経歴
現役引退後、いくつかの国内クラブでアシスタントコーチを務め、2001年からはチェコ代表にて智将カレル・ブリュックナー監督の右腕としてUEFA EURO 2004や2006 FIFAワールドカップ、UEFA EURO 2008といった大舞台を経験した。
経験を積んだ2007年、チェコ1部リーグのSKクラドノの監督に就任した。クラブをなんとかリーグ14位で残留に導いたが、1シーズンで契約満了となった。
2011年6月、FCスロヴァン・リベレツの監督に就任。2011-12シーズン、国内の強豪クラブを抑えてチェコ1部リーグ優勝を果たし、2013-14シーズンにはUEFAヨーロッパリーグでクラブをベスト32に導いた。
2018年9月18日、チェコサッカー協会よりチェコ代表の監督に就任することが発表された。UEFA EURO 2020予選を勝ち抜き、迎えたUEFA EURO 2020では、グループステージを3位で突破。ベスト16ではオランダ代表と対戦したが、52分のオランダ代表DFマタイス・デ・リフトの一発退場もあって、2-0で勝利を収めた。しかし、ベスト8でデンマーク代表の前に敗れ、大会敗退が決定した。
2024年2月1日、オマーン代表の監督に就任した。

## 人物
- 現役時代、あまりにも激しい守備を行うことが多く、チェコ1部リーグにおける歴代最多レッドカード記録を保持している[9]。

- 2018年から指揮を執ったチェコ代表では、チームにハードワークとハイプレスをベースにした戦術を落とし込み、UEFA EURO 2020で大会ベスト8の成績を残した[9]。